# Raúl Vale
Raúl Vale (* 20. April 1944 in Maracaibo; † 7. Dezember 2003 in Houston) war ein mexikanischer Sänger, Komponist und Schauspieler.
Vale war der Sohn des venezolanischen Rundfunk- und Fernsehpioniers Nicolás Vale Quintero und der Mexikanerin Elvira Castilla Herrera. Er begann fünfjährig Gitarre zu spielen, studierte ab dem elften Lebensjahr klassisches Klavier und beherrschte später zahlreiche Instrumente, neben dem Klavier und der Gitarre u. a. auch Geige, Bass und Harfe. Für den mexikanischen Sender Canal 13 produzierte und moderierte er Sendungen wie Bienvenido a su casa, La hora de Raúl Vale und Buenas tardes musicales. Er nahm mehr als 40 Alben auf, darunter 14 beim Label Melodia. 
Als Schauspieler wirkte Vale in vier Spielfilmen mit, außerdem auch in verschiedenen Telenovelas und zwei Theaterproduktionen. In Chile wurde er vorwiegend als Humorist populär. Neben Filmmusiken, darunter für La guerra de los pasteles von René Cardona komponierte er etwa 700 Lieder, die u. a. von Vicente Fernández, Angélica María, Los Joao, Alberto Vázquez Gurrola, Herb Alpert, Vikki Carr, Oscar Fontana und Charilyn interpretiert wurden. Vale starb im Dezember 2003 an Lungenkrebs.